# Dětství
Dětství charakterizuje vývojovou etapu lidského jedince od narození po dospělost. Dělí se na období novorozenecké, kojenecké, batolecí, předškolní věk, mladší školní věk, starší školní věk – pubescence a období dorostové.
Termín dětství není přesně daný a může zahrnovat různý rozsah let v lidském vývoji. V mnoha zemích existuje legální věk dospělosti, tzv. zletilost, kdy dětství oficiálně končí a osoba se stává právně dospělá.

## Vývojové fáze dětství

### Období novorozenecké
Novorozenecké období první měsíc života. Základní fyziologickou charakteristikou novorozeneckého období je adaptace na podmínky mimo dělohu. Dítě v tomto období ještě plně nevnímá okolní svět, avšak je vybaven důležitými reflexy: sací (přisaje se na bradavku a saje mateřské mléko, kterým se živí), obranný (pláč) – kterým dítě reaguje na pocity nelibosti a hladu a úchopový. Tělesná proporcionalita: velká hlava, dlouhý trup, krátké končetiny. U novorozence tvoří páteř jediný oblouk. Po narození dítě většinu dne prospí.

### Období kojenecké
Kojenecké období trvá do konce 1. roku. Dítě je svou výživou odkázáno především na mléko, nejlépe mateřské mléko. Dítě se rychle tělesně i duševně vyvíjí. Dvojesovité prohnutí páteře se tvoří postupně se vzpřimováním dítěte. K dalším změnám patří růst dolních a horních řezáků a rozlišování barev. Průměrná hmotnost v 1. roce je 10 kg a výška 75 cm. Slovní zásoba kojence obsahuje asi 3 – 5 slov. Většinou ta základní jako například „máma“, „táta“ a podobně. Prospí 14 hodin denně.

### Období batolecí
Batolecí období trvá do 3 let. Vyvíjí se pohybové schopnosti (dítě leze a chodí) a do konce druhého roku se prořezávají mléčné zuby. Ke konci druhého roku se slovní zásoba rozšíří až na dvě stě slov, během třetího roku zná dítě až tisíc slov. Kolem 3 let může vzniknout koktavost. Dítě se v tomto věku učí základním hygienickým a společenským návykům a osamostatňuje se v řadě životních funkcí (příjem potravy, udržování čistoty, stále dokonalejší řeč, chůze a pohyby). Proto je důležité, aby se matka či otec o dítě starali, učili ho ve všech směrech, aby byl v budoucnosti šikovnější a zručnější. Hmotnost tříletého dítěte je přibližně 15 kg.

### Předškolní věk
Předškolní věk trvá do 6 let. Mění se tělesné rozměry, rozvíjejí se duševní schopnosti, dítě touží po činnostech v dětském kolektivu. K tomu slouží hlavně školka. Dítě si zvykne na jiné děti a nebude mít problémy se vztahy. Hlavní činností je hra, při níž se rozvíjí paměť, představa, řeč, myšlení. Do začátku předškolního věku spadá období prvního vzdoru. Začíná výměna dětského chrupu. Váha může být různá a zcela individuální. Podle toho, jestli je to holčička či kluk.

### Mladší školní věk
Mladší školní věk trvá do 11 let. Na začátku mladšího školního věku je dítě v období první vytáhlosti a dále pokračuje období pomalého růstu a vývoje. Tělesné tvary se zaoblují a začínají se prořezávat trvalé zuby. Dítě začíná chodit do školy a stává se společenským. Musí se soustředit i na věci méně přitažlivé (učení) a podřídit se časovému rozvrhu, zvyknout si, že má také nějaké povinnosti, které musí plnit.

### Starší školní věk
Starší školní věk se obvykle počítá od 11 do 15 let. Vývoj v tomto období je jedinec silně ovlivněn probíhající pubertou. Vstupují v činnost pohlavní žlázy, vytvářejí se druhotné pohlavní znaky, urychluje se růst a nastává puberta. Pubertu spouští pohlavní hormony. Dítě se v tuto dobu stává pomalu dospělým jak tělesně, tak psychicky. Nejrychleji rostou dívky v 12 letech, chlapci v 14. Dívkám začne růst poprsí a první chloupky v pohlavní části. Nastává také proces menstruace, aby dívka mohla mít v dospělosti také dítě. Chlapcům začnou také růst chlupy na různých místech například v podpaží. Začne se vyvíjet sperma, aby mohli v dospělosti oplodnit ženu.
Psychické dospívání se projevuje zejména touhou po autonomii, a proto v tomto věku (14 let) často fakticky končí výchova v narušených či rozpadlých rodinách či u problémových dětí (např. pěstounské rodiny). U přírodních národů v tomto věku po menarche se dívky vdávají. I v ČR ještě před sto lety v tomto věku odcházely děti z rodin do učení a nikdy se už do rodiny nevrátily.

### Období dorostové
Dorostové období (adolescence) leží ve věku od 15 do 18 let. Růst do výšky se v tomto období výrazně zpomaluje a později se úplně zastaví. Adolescence je považována za most mezi dětstvím a dospělostí. Je to období kritické a rizikové, neboť v krátké době se jedinec radikálně a rychle mění v celé své biologické, psychické a sociální sféře. V adolescenci je v podstatě již dosaženo pohlavní dospělosti. Snižuje se poněkud hormonální hladina v krvi a postupně se ustaluje na hodnotách charakteristických pro dospělost. U chlapců se dokončuje vývoj tělesného ochlupení a relativně mohutní a sílí svalstvo a tím pádem se zvyšuje tělesná výkonnost a zdatnost. V adolescenci jsou vyvinuty již všechny formy myšlení charakteristické pro dospělost. Adolescence je období života, během něhož mládež hledá vlastní identitu, formuje svoji odlišnost od ostatních a vytváří si svůj vztah ke společnosti.

## Moderní koncepty dětství
Koncept dětství se vyvíjí a mění s tím, tak jak se mění životní styl a očekávání dospělých. Někteří[kdo?] věří, že by se děti neměly o nic starat a neměly by pracovat; život by měl být šťastný a bezproblémový. Dětství je obvykle směsice radosti, údivů a pružnosti. Obecně je to čas her, učení, socializace a prozkoumávání světa bez mnoha zásahů dospělých, s výjimkou rodičů. Je to doba učení se zodpovědnosti bez toho, aby se muselo dítě starat o zodpovědnosti dospělých.
Dětství je často retrospektivně vnímáno jako čas nevinnosti, což je obvykle bráno jako pozitivní termín, naznačující optimistický pohled na svět. Běžným konceptem je „ztráta nevinnosti“, která je často nahlížena jako integrální část dospívání. Obvykle je tento termín brán jako zkušenost nebo období v životě dítěte, ve kterém si dítě uvědomuje přítomnost zla, bolesti nebo světa kolem něj. Toto téma je rozebíráno například v románu Pán much. Fiktivní postava Petra Pana byla ztělesněním dětství, které nikdy nekončí.

## Dětská hra
Hra je důležitá pro správný poznávací, fyzický, sociální a emoční vývoj dítěte. Nabízí dětem možnosti pro fyzický (běh, skákání, lezení atd.), intelektuální (sociální dovednosti, společenské normy, etika a obecné vědomosti) a emoční rozvoj (empatie, soucit a přátelství). Nestrukturovaná hra povzbuzuje tvořivost a představivost. Hraní si a interakce s jinými dětmi, stejně jako s dospělými, poskytuje příležitosti pro přátelství, sociální interakce, konflikty a jejich řešení.
Je to právě hra, skrz kterou se děti v raném věku zapojují a působí na svět kolem nich. Neřízená hra dovoluje dětem naučit se jak pracovat ve skupině, dělit se, vyjednávat, řešit konflikty.
Hra je považována za tak důležitou pro optimální vývoj dítěte, že je Vyšší komisí Spojených národů pro lidská práva uznaná jako právo každého dítěte.

## Dětská psychologie
Narození dítěte je spojováno s pojmem tabula rasa. Psychické trauma z dětství pak ovlivňuje i dospělý život.